# 帕扬库尔
帕扬库尔（法語：Paillencourt，法語發音：[pajɑ̃kuʁ]）是法国上法蘭西大區北部省的一个市镇，属于康布雷区。

## 地理
帕扬库尔（50°14'52"N, 3°16'29"E）面积7.56 平方千米，位于法国上法蘭西大區北部省，该省份为法国最北部的省份及最长的省份，西北濒北海，西接加来海峡省，南至埃纳省和索姆省，东与比利时接壤。
与帕扬库尔接壤的市镇（或旧市镇、城区）包括：瓦讷欧巴克、坦莱韦克、瓦夫勒尚苏福、邦蒂尼、布尚、埃特兰、昂朗格莱。

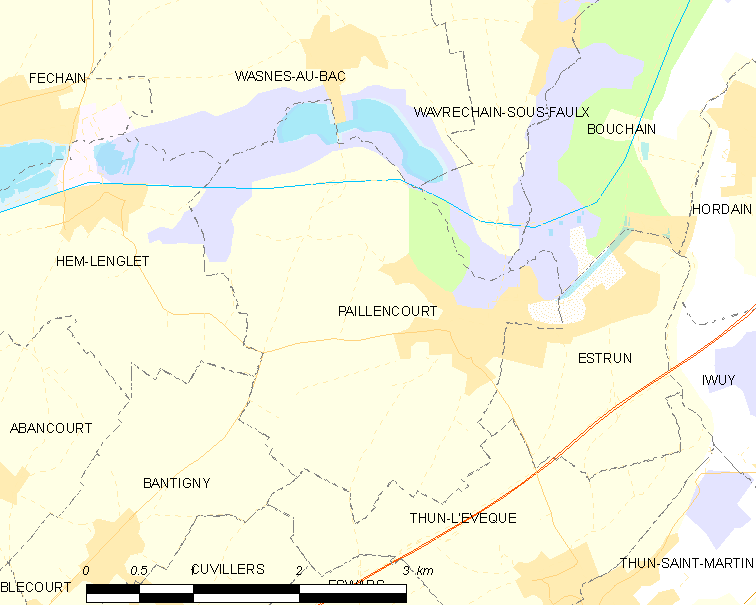
帕扬库尔的OSM定位图

帕扬库尔的时区为UTC+01:00、UTC+02:00（夏令时）。

## 行政
帕扬库尔的邮政编码为59295，INSEE市镇编码为59455。

## 政治
帕扬库尔所属的省级选区为康布雷县。

## 人口

1962-2008年间帕扬库尔人口变化图示

帕扬库尔于2022年1月1日时的人口数量为1022人。